# خیرفلیت
خیرفلیت (به هلندی: Geervliet) یک منطقهٔ مسکونی در هلند است که در Nissewaard واقع شده‌است. خیرفلیت ۱٬۷۵۹ نفر جمعیت دارد.